# ベルコウ Bo 102
ベルコウ Bo 102
ビュッケブルクのヘリコプター博物館（Hubschrauber Museum）に展示されているベルコウ Bo 102
- 用途：操縦訓練用繋留リグ
- 製造者：ベルコウ（Bölkow）
- 生産数：18機

ベルコウ Bo 102（Bölkow Bo 102 Helitrainer）は、1950年代終わりに西ドイツのベルコウ社で開発、製造された通常とは異なる地上に繋留されたヘリコプターの操縦訓練用機器である。旋回式の係留リグに据え付けるように設計されたBo 102は、訓練生がエンジンの始動、ローターの接続、操縦装置の操作といった実践的な訓練を行うことができた。1枚ブレードのグラスファイバー製主ローターを含むBo 102の多くの部品は、ベルコウ社の次の製品のBo 103に使用された。

## 展示されている機体
現存するBo 102の機体がビュッケブルクのヘリコプター博物館（Hubschrauber Museum）とウェストンのヘリコプター博物館に展示されている。

## 要目
- 定員：乗員1
- 全高：
- 空虚重量：
- 全備重量：700 kg (1,697 lb)
- 主ローター直径：6.6 m (21 ft 8 in)
- 主ローター旋回面積：34.8 m² (374 ft²)
- エンジン：